# Час по България
„Час по България“ е научнопопулярно предаване по телевизия СКАТ, с автор и водещ проф. Пламен Павлов. В предаването се дискутират значими теми от българската история, археология, етнология, литература, изкуство, с цел да се покаже мястото на България в европейската и световната история и култура, да се популяризират миналото и перспективите пред българската нация в България и в чужбина, връзките на България с другите народи.
Предаването се излъчва в петък (21:00) на живо с повторения в неделя (22:30) и вторник (04:30).

## Предаването
Предаването включва разговор с гости в студиото, най-често изтъкнати български учени, историци, археолози, музейни специалисти, писатели, художници, журналисти, краеведи и др., както и въпроси и мнения на зрители в пряк ефир. Всяко предаване по подходящ начин се онагледява с видеоматериали, снимки, карти, схеми и друг илюстративен материал, свързан с обсъжданата тема.
Предаването е създадено от Валери Симеонов през 1999 г., като е водено от Асен Йорданов,(по-малкият син на поета Недялко Йорданов), а впоследствие (през 2000 – 2001) – от Божидар Димитров. Възобновено и значително разширено като обхват на тематиката от Пламен Павлов, който е негов автор и водещ от юни 2003 г. Първият гост в „Час по България“ в първото предаване от студиото в Бургас през 1999 г. е българският писател Николай Хайтов.
На базата на опита от „Час по България“ по идея на Валери Симеонов е създадено специализираното предаване „Облаче ле бяло“.